# 埃劳战役
埃劳战役，是拿破仑一世和第四次反法同盟之间的一次重要战役，1807年2月发生于东普鲁士境内。

## 戰前局勢
1806年10月，拿破仑率法军在耶拿战役中击溃普鲁士王国军队主力，在占领柏林后继续向东推进，与援助普鲁士的俄国军队相遇。1807年1月，贝尼格森伯爵率领的约7万人俄军和8000普鲁士军队从东普鲁士首府哥尼斯堡出发，进攻由米歇尔·内伊和贝纳多特率领的法军。而拿破仑也调集约7万军队希望截斷俄军后路。贝尼格森得知法军动向后，為避免後路被包抄，立即率軍折返。雙方遂於普鲁士-埃劳展開會戰。

## 戰鬥經過
法軍為了追上俄軍，已在寒冬中行軍五日之久，2月7日，由繆拉率領的先頭部隊被巴格拉季昂的俄軍後衛所阻攔，俄軍成功阻击了法军的进攻，使得俄军主力得以占领普鲁士-埃劳城北高地，巴克萊·德托利將軍得以从容设立坚固阵地。
次日，两军先於埃勞城東南側的墓地爆發戰鬥，法軍以刺刀衝鋒佔領了埃勞城，但俄軍隨即反攻，巴克萊·德托利將軍親自指揮戰鬥，但不久便被葡萄彈擊傷，兩軍的拉鋸戰持續到傍晚，雙方各傷亡近4000人，第一天的戰鬥以法軍的慘勝告終。隨著夜幕降臨，氣溫也隨之驟降，倒地的傷員不久即凍死，法軍從城中攫取了物資與木柴得以喘息，而俄軍盤據於城北的戰壕伺機進攻。拿破崙當晚最憂心的是俄軍主力可能乘夜色撤退，使其與俄軍決戰的意圖落空。然而拿破崙的顧慮是多餘的，贝尼格森率領的俄軍同樣兵疲馬困，且無意撤退。
次日，俄軍主力6萬7000人沿著3英哩長的防禦工事排成兩條陣列，左右兩翼皆有防守嚴密的村莊拱衛。兩軍之間有著開闊的原野，使俄軍的400門火砲得以火力覆蓋戰場。法軍方面僅有137門火砲，主力軍與預備騎兵加總不過4萬5000人。由俄軍的密集砲火打開戰鬥序幕，埃勞城遭受無情的砲火洗禮，使法軍奥热罗部陷入混亂且损失惨重，法軍隨即開砲還擊，雙方交火持續近三小時。
與此同時，达武率領的第三軍共1萬5000人趕赴增援，並冲击俄军左翼，戈利岑親王率領的俄軍騎兵與其展開交戰，不久達武部以火力擊退他們，但戈利岑親王仍為贝尼格森重整部屬爭取了時間。達武試圖進攻佔據山脊的俄軍防線未果，且損失近1500人。拿破崙眼見久攻不下，便命奥热罗部擔任主攻冲击俄军中央，苏尔特部则对俄军右翼进行牵制进攻，不惜代價以阻止俄軍主力撤退。然而戰場大雪紛飛，使能見度僅有數呎，奧熱羅部在雪中偏離了進攻方向，當他們接近俄軍防線時暴風雪正好停止，直接近距離正對俄軍火炮因而損失慘重，儘管有幾個師突破俄軍陣線，但隨即遭到俄軍包圍而遭殲滅，期間奧熱羅失去他的坐騎，並在戰鬥中受重傷。
法軍中央最終不支後撤，俄軍步騎隨即對潰敗的法軍展開追擊。法軍中央僅有第14步兵團尚未崩潰，但他們承受著75%的傷亡率，且在戰鬥中失去一面鷹旗。奧熱羅的第七軍損失近5000人，已喪失進攻能力。拿破崙見此慘況，為了挽救法軍陣線可能的崩解，命缪拉指揮他的預備隊騎兵進攻，為他重新佈署中央爭取時間，並堅持到達武支援。然而這是一場豪賭，戰馬在紛飛大雪中又累又冷，繆拉指揮著近5000名的龍騎兵與胸甲騎兵發起衝鋒，由格魯希率領的龍騎兵師打頭陣，成功將追擊的俄軍擊退，並將俄軍陣列撕開一道缺口，但這股勢頭為能持續太久，當法軍騎兵突進至贝尼格森指揮部附近時，俄軍火炮以霰彈轟擊法軍騎兵，法軍騎兵因而損失慘重，騎兵指揮官多普爾亦陣亡。
因俄國步兵已經開始重組他們的方陣，繆拉遂集結剩餘的騎兵並後撤，但俄軍已開始收縮包圍網，拿破崙見狀趕忙下令貝西埃爾的精銳近衛騎兵前往支援，他們衝散了俄軍的方陣與火炮，成功掩護繆拉的騎兵撤退。儘管損失慘重，但法軍仍成功阻止了俄軍推進，戰場主導權再次落到拿破崙手中。達武的第三軍已趕赴支援法軍中央並發起進攻，俄軍見狀立刻後撤防線到至高點，憑藉優勢成功阻止法軍數次進攻，法軍與俄軍的混亂交戰持續近兩個鐘頭，在龍騎兵與聖伊萊爾師團的支援下，達武終於攻破俄軍防線。
贝尼格森見狀被迫派出預備隊騎兵阻止法軍。下午三時左右，俄軍開始全面後撤，贝尼格森試圖在後撤中重組新的防線，但法軍依靠佔據高地優勢的火炮向俄軍防線施加壓力，拿破崙僅需最後一擊便能徹底擊潰俄軍陣線。
埃勞戰役開始的當天上午，贝尼格森便向普魯士萊斯托克將軍要求支援，萊斯托克的部隊有著9000兵力，且位於埃勞戰場西北方不遠的8英哩處，內伊的第六軍團奉命密切監視萊斯托克動向，並阻止普軍與俄軍會師，然而萊斯托克透過急行軍穿越丘陵與結凍的河流，甩開內伊的追擊，並抵達俄軍本陣附近，及時增援俄軍瀕臨崩潰的左翼。下午四時左右，萊斯托克率軍突擊法軍右翼，達武的部隊先前已激戰許久，未能擋住這波攻勢並開始後撤。下午5時左右，內伊的部隊趕抵戰場增援法軍左翼，並進逼俄軍指揮部所在的施洛迪滕（Schloditten），迫使貝尼格森撤回進攻法軍右翼的部隊。至此，血腥且殘酷的埃勞戰役才告一段落。
。

## 戰後結果
当晚战斗结束，双方伤亡惨重，但均没有取得决定性的战果，俄軍面臨傷員過多且彈藥短缺，贝尼格森遂於該晚撤退。埃勞戰役是自拿破崙1804年登基以來的第一場硬仗，未能如他先前擊敗反法聯軍那般輕鬆寫意，儘管戰後拿破崙對外宣稱勝利，但這僅是一場慘勝。由於戰場過於混亂，雙方的傷亡數字未能確切估計。俄軍粗估有2萬人陣亡、受傷及被俘；法軍傷亡則可能達2萬5000人。雖然數月後拿破崙在弗里德蘭戰役擊敗俄軍，但歷經烏爾姆戰役、奧斯特利茲戰役、耶拿戰役洗禮的法軍老兵在這場血腥戰鬥中損失慘重，亦標誌著大軍團在歐陸的絕對優勢已不復在。

## 流行文化
- 19世紀法國文豪巴爾札克創作的小說《夏倍上校》中，主人公夏倍（Chabert）上校被人誤以為陣亡於慘烈的埃勞戰役，以至於多年後身家財產落入他人之手。1994年改編的電影夏倍上校(電影)中，亦有法軍胸甲騎兵於埃勞戰役衝鋒的鏡頭。
- 英國導演雷利‧史考特於1977年執導的歷史電影決鬥者中，一名法國老擲彈兵於酒館中回憶關於埃勞戰役的點滴。

## 註解
1. ↑  Le Bilan des Batailles認為14,000人[1]、Chandler認為高於25,000人，但沒有確切數字[3] Franceschi認為14,000人[4]  Connelly認為超過15,000人[5]
2. ↑  認為15,000人[6][7]、認為26,000人[8][4][9]

## 腳註
1. 1 2 3  . A vos sites pros !.com.   [2022-07-04]. （原始内容存档于2021-09-20） （法语）.
2. 1 2  Chandler 1999，第144頁.
3. ↑  Chandler 1966，第548頁.
4. 1 2  Franceschi & Weider 2007，第118頁.
5. ↑  Connelly 2005，第137頁.
6. ↑  Chandler 2009，第1119頁.
7. ↑  Petre 2001，第XI頁.
8. ↑  Asprey 2008，第58頁.
9. ↑  Bodart 1908，第380頁.